# Заднонебна съгласна
Заднонебните съгласни, известни още като „веларни“ (лат.: velum - „завеса“), се звукоучленяват като задната част от средата на езика се приближи до задното меко небце (велум). При образуването на тези съгласни дейният учленителен орган е езикът, а неподвижният учленител – задното небце. Тази задна част от устната кухина, позната като задно меко небце (велум), дава названието на този род съгласни звукове.
Тази разновидност съгласни звукове понякога биват неправилно наричани и „задноезични“. Понятието „заднонебни“ е по-точното определение, понеже дейният учленител в случая е средната част на езика, а не неговата задна част (или основа/корен), намираща по-надолу в гърлото, а и самото място на учленение (неподвижен учленител) е именно задната част на небцето. Похватът на систематизация отнася този вид съгласни към средноезичните, което посочва техния деен учленителен орган, докато неподвижното място на учленение е задното меко небце. При употреба на понятието „задноезични“ се получава двусмислие, тъй като именувани по този начин, тези съгласни звукове биха били „средноезични задноезични“, което не посочва неподвижния учленител. Подобно несъответствие е избегнато при названието „средноезични заднонебни съгласни“, посочващо както дейния, така и пасивния учленителен орган.
Тъй като заднонебният участък от устната кухина е относително голямо пространство, а и движенията на езика не са строго определени, заднонебните съгласни често търпят фонетично уеднаквяване, измествайки мястото си на учленение по-напред или по-назад, съобразно влияещите им съседни гласни звукове. Това явление (разглеждано като относително учленение на звуковете) опосредства честото превръщане на заднонебните съгласни в предпоставени (преминавайки частично или напълно в пре-заднонебни, когато след тях стои предна гласна) или в задпоставени (преминавайки в пост-заднонебни, когато след тях стои задна гласна).
Палатализираните (онебнѐни) заднонебни съгласни понякога се наричат небно-веларни.
В множество човешки езици съществуват и лабиализирани (оустнѐни) заднонебни съгласни (например [kʷ]), при които образуването на звука е съпроводено от съучленение, в случая – закръгляне на устните. Съществуват и устнено-заднонебни съгласни, представляващи производно на двойно учленение ([k͡p]).
Задното меко небце участва и самостоятелно в съучленението с явление, известно като „веларизация“. При него езикът се повдига към задната част на устната кухина за образуването на съгласни звукове като [lˠ], [ɫ] и др.
Заднонебните съгласни звукове, разпознаваеми в Международната фонетична азбука, са следните:
| МФА | Описание                                   | Пример    | Пример     | Пример   | Пример        |
| МФА | Описание                                   | Език      | Правопис   | МФА      | Значение      |
| --- | ------------------------------------------ | --------- | ---------- | -------- | ------------- |
|     | беззвучна заднонебна преградна             | български | кръв       | [krɤ̞f]   |               |
|     | звучна заднонебна преградна                | български | глава      | [ɡlɐˈva] |               |
|     | беззвучна заднонебна проходна              | български | плъх       | [plɤ̞x]   |               |
|     | звучна заднонебна проходна                 | гръцки    | γάτα       | [ˈɣata]  | „котка“       |
|     | звучна заднонебна носова                   | английски | ring       | [ɹʷɪŋ]   | „пръстен“     |
|     | беззвучна устнено-заднонебна приблизителна | английски | which      | [ʍɪt͡ʃ]   | „който“       |
|     | звучна заднонебна приблизителна            | испански  | pagar      | [paɰaɾ]  | „да платя“    |
|     | звучна заднонебна странична приблизителна  | вахги     | aʟaʟe      | [aʟaʟe]  | „световъртеж“ |
|     | звучна устнено-заднонебна приблизителна    | английски | witch      | [wɪt͡ʃ]   | „вещица“      |
| kʼ  | беззвучна заднонебна преградна изтласкваща | арчински  | kIан       | [kʼan]   | „дъно“        |
| ɠ   | звучна заднонебна преградна имплозивна     | синдхи    | g̈əro / ڳرو | [ɠəro]   | „тежък“       |

Не е възможно учленението на заднонебни трептящи или едноударни съгласни. Разположението на езика при учленение на заднонебни съгласни възпрепятства извършването на движенията, нужни за образуването на трептящи или едноударни съгласни звукове. Поставеният в заднонебна учленителна позиция език е лишен от подвижността и повратливостта, нужна за създаването на заднонебни трептящи или заднонебни едноударни съгласни.